# メダマグモ科
メダマグモ科（メダマグモか）は、細長い体のクモの一群である。投網を使うクモとしても知られている。日本には産しない。

## 概要
メダマグモ科 Deinopidae は日本に産する種がないが、特殊な獲物のとらえ方をするクモとしてその名が知られている。小さな網を作り、これを前側2対の歩脚（4本）の間に構え、接近する虫があると、この網を広げて獲物にかぶせるようにして捕らえる、というのである。そのため、クモ本体より小さな網（但し非常に大きな伸縮性を持つ）を張る、という点でも特異である。英名を net-casting spider （網を投げるクモ）というのもこれによる。
また、この捕らえ方のため、このクモは目がよく発達している。一般に造網性のクモは眼の発達が悪いのだが、このクモは例外的に大きな目を持っている。メダマグモの名もこれにちなむ。英語の別名では Ogre-faced spider （鬼の顔のクモ）というが、これはこのクモの発達した眼の後ろに、角のような突起があることが多いことによる。
他に、この科のクモとして Menneus は humped-back spider （背中にこぶのあるクモ）、Avellopsis が camel-backed spider （ラクダの背のクモ）の英名を持つ。いずれも腹部背面に突起があることによる。

## 特徴
全体に細長い体型のものが多く、特に前側2対の歩脚は細長い。大きいものは2cm程度になる、中型のクモである。体色は地味で隠蔽色になっている。
頭胸部は楕円形でやや扁平。頭部には8つの個眼があるが、その内で後中眼（後ろの列の内側の眼。多くのクモでは後方を向く。）が特に大きく発達して頭部の前面に位置し、正面を見る役割を担う。腹部は棒状のものが多いが、やや幅広くなっている例もある。腹部背面中程から両側にやや突出する隆起がある。糸疣の前には篩板がある。

## 習性
普通は夜行性で、昼間は樹木の枝などに体を伏せるようにしている。じっとしていると、背景にとけ込んで目につきにくい。
夜になると、簡単な足場のような糸を地面などの基盤のすぐ上に作り、頭を上にした姿勢でここに長方形の網を作り、これを両第一，第二脚の間に保持した状態で頭を下にした姿勢で待機する。その際、前二脚と後ろ二脚はそれぞれ密着させてそれぞれ斜め方向に伸ばすので、外見では脚が四本しかないように見える。その下を通る昆虫を見つけると、この網をその上に投げつけ、その後に昆虫を糸で包んで捕らえる。
網は粘着性の糸を横方向に数往復張ったようなもので、粘球は着いておらず、篩疣類に独特のふわふわした綿の紐のような糸（疏糸）から出来ている。これをクモは前二脚をその四隅につけて保持し、虫が接近するとこれを横に引き延ばして広げ、前脚で突き出すように、あるいは覆いかぶせるように虫を捕まえる。メダマグモ属では地表近くで地面を歩くアリなどをねらう場合も、より高い位置で近づくガなどを捕らえることもある。一度使用した網は壊れてしまうが、獲物を取り損ねた時などはこの網は壊れずに残り、その場合には網を丸めてクモが食ってしまうこともある他、枝葉の間に大切に保存しておくこともあり、その場合には翌日の夜、再びこれを取り上げて使う。
夏期に成熟し、産卵する。卵嚢は茶色から黄色で暗い色の斑紋があり、丸くて細い柄があってぶら下がる。

### 目玉と捕獲法について
このクモの後中眼は他の目より遥かに大きく、二つ目であるかのように見える。このようにクモ類で二つの眼が大きく発達するのは徘徊性のクモで見られる。特に顕著なのはハエトリグモ科とコモリグモ科に見られる。これは眼で獲物を把握し、距離を測定して捕まえるための適応と考えられ、特にハエトリグモは対象の色や形をその眼で把握できるとされる。
このクモで発達しているのは後中眼であり、その点ハエトリグモとは異なる。後中眼が発達したものはコモリグモ科、およびそれほどではないがキシダグモ科でも見られる。ただ、このクモが特殊なのは、造網性のクモでありながら眼が発達していることである。前述のような獲物の捕らえ方から見れば、これは当然な適応と考えられるが、このクモが普通の造網性のクモであるウズグモ科に近縁と考えられ、先祖が造網性のものであれば、そこからこのような習性がどのように進化したのかは不思議である。
なお、網を獲物に投げつけるこの捕獲法にやや似ているのがナゲナワグモで、こちらは糸の先に粘球をつけたものを前足に持ち、獲物が来るとそれを振り回してくっつけてしまう。この場合、クモは獲物となるガの誘引フェロモンに擬態した臭いを出している。眼の発達は特に見られないようである。

## 分布
アジア、アフリカ、オーストラリア、および南北アメリカの熱帯域から南に多く分布がある。生息地は熱帯雨林に限定される。日本およびその周辺には分布していない。

## 分類
メダマグモ科は4属60種ほどからなる小さな群である。その大部分はメダマグモ属 Deinopis に含まれている。詳しくはメダマグモ科の属種を参照のこと。
- Avella
- Avellopsis
- Deinopis　メダマグモ属
- Menneus　アフリカメダマグモ属